# Stars and Stripes (газета)

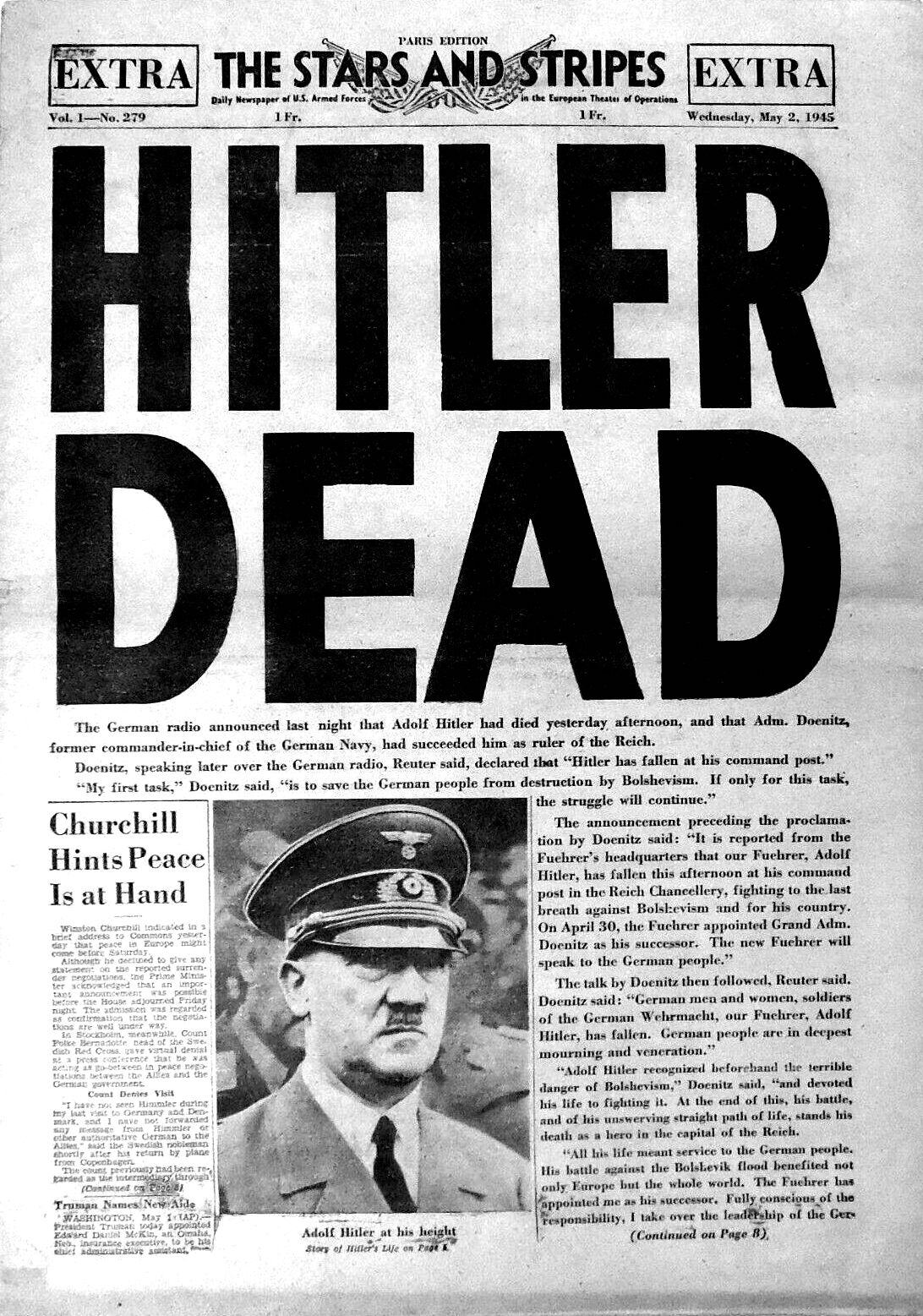
«Гитлер мёртв». Заголовок Stars and Stripes

«Stars and Stripes» (с англ. — «Звёзды и полосы» — неоф. название флага США) — ежедневная газета Министерства обороны США. Издаётся с 1861 года. Предназначена для контингентов Вооружённых сил США, дислоцированных за рубежом. Существуют три издания: европейское, тихоокеанское и ближневосточное, различающиеся несколькими полосами информации местного значения.
В настоящее время газета выходит 5 раз в неделю и состоит из 40-64 полос. Материалы издания включают публикации по актуальным вопросам собственно американской и международной жизни, внутренней, внешней и военной политики правительства, новости культуры, науки, спорта, компьютерного мира, а также криминальную хронику не только по стране, но и по министерству обороны США.
В газете есть разделы для женщин, гороскопы, объявления, колонка советов для трудных жизненных ситуаций, комиксы для детей, причём не обязательно на военную тему.
Треть газеты занимают рекламные материалы, посвящённые специальным предложениям военнослужащим от бизнес-компаний, а также различным социальным предложениям для членов семей военных и ветеранов.

## История
Первые выпуски газеты выходили в период американской гражданской войны с 1861 по 1865 год, после чего выпуск газеты был прекращен.
Во время первой мировой войны 8 февраля 1918 года газета возобновила свои публикации, как еженедельная газета для американских войск в Европе. Командующий экспедиционными силами США в Европе Джон Першинг при этом в письменной форме пообещал, что военные чиновники не будут вмешиваться в деятельность газеты.
Редакционный персонал в то время составлял 3 солдата и 1 сержант. Был выпущен 71 выпуск газеты, штат возрос до 300 человек, из которого большинство составляли солдаты и сержанты и лишь несколько офицеров осуществляло общий контроль. Некоторые военнослужащие имели опыт работы в гражданских газетах до службы в армии, а некоторые приобрели журналистскую и литературную известность уже после войны. Тираж газеты достиг 526 тысяч экземпляров, из-за нехватки бумаги не было возможности выпускать больше. В 1919 году выпуск газеты снова был прекращен.
18 апреля 1942 года газета «Старз энд страйпс» снова стала выпускаться для американских войск в Европе, сначала еженедельно, а к осени 1942 года ежедневно. Военное командование для этой цели собрала штат из военнослужащих, имеющих издательский опыт. Во время второй мировой войны было убито 5 журналистов и 1 попал в плен. Многие награждены военными наградами и медалями «Пурпурное сердце». Общий тираж газеты во время второй мировой войны составлял по разным данным от 1,2 до 1,5 миллионов экземпляров (точные цифры были засекречены), а количество читателей исчислялось миллионами.
После окончания второй мировой войны европейское издание газеты продолжало издаваться. В штат добавили гражданских журналистов, но должность издателя продолжала оставаться военной, которую занимал офицер обычно в звании «полковника». Тираж газеты резко упал, но в 1950-х годах снова поднялся до 175 тысяч экземпляров из-за перемещения семей военнослужащих и обслуживающего персонала в Европу.
В 1945 году начало свою работу тихоокеанское издание, редакция которого находилась в Токио, Япония. К концу 60-х годов тихоокеанское издание издавалось тиражом в 250 тысяч экземпляров и его читало около миллиона военнослужащих Азии и Австралии.
В конце 1940-х и в 1950-х годах в некоторых отчетах разведки и генеральных инспекторов сотрудники тихоокеанского издания газеты обвинялись в связях с коммунистической партией.
Во время Корейской войны командующий войсками ООН в Южной Корее генерал МакАртур ввёл обязательную цензуру на все новостные репортажи, передачи, статьи и фотографии из Кореи. После этого большинство высших руководящих должностей в газете стали занимать офицеры в званиях «майор», «капитан», «лейтенант».
До вьетнамской войны газета распространялась в 37 странах, а во время вьетнамского конфликта количество стран возросло до 50. Тираж тихоокеанского издания превысил 200 тысяч экземпляров.
В 1970-е годы газета выпускалась объёмом 28 страниц. Штат европейского издания был 1500 человек с редакцией в Дармштадте, ФРГ.
В конце 1990-х годов главные редакторы и издательский персонал (newspaper’s copy editing staff) были переведены из редакций в Японии и Германии в офис здания Национального пресс-клуба (National Press Club), расположенного в Вашингтоне.
В 2003 году запущено ближневосточное издание.
В начале сентября 2020 года министр обороны США Марк Эспер объявил о намерении снять с финансирования газету Stars and Stripes в связи с необходимостью оптимизировать расходы и перестать тратить государственные деньги на печатное издание. Но президент США Трамп заявил, что газета сохранится и финансирование ей урезать не будут.

## Организационная структура
Газета является частью Службы оборонных средств массовой информации (Defense Media Activity (DMA)), которая в свою очередь входит в аппарат помощника министра обороны США по связям с общественностью (U.S. assistant secretary of defense for public affairs).

## Отражение в культуре
В фильме «Цельнометаллическая оболочка» сержант Джеймс Т. «Шутник» Дэвис работает военным корреспондентом, а рядовой первого класса Рафтерман военным фотографом в редакции газеты «Старз энд страйпс» в Дананге, Вьетнам.

## Награды
- Пулитцеровская премия за работы карикатуриста Билла Молдина (Bill Mauldin) о второй мировой войне[7].
- Пулитцеровская премия за работы репортеров Марка Уотсона (Mark Watson), Рассела Джонса (Russell Jones) и Нэна Робертсона (Nan Robertson)[7].
- Награда Зарубежного пресс-клуба (Overseas Press Club) в 1972 году за лучшую бизнес-историю года (подробное описание мошенничества при продаже земли среди американских военнослужащих в Европе)[9].

## Интересные факты
Газета носит неофициальное название Stripes (Полосы).

## Источник
- Зарубежная печать : Краткий справочник. Газеты. Журналы. Информационные агентства / гл. ред. С. А. Лосев. — М. : Политиздат, 1986. — С. 408.
- The Stars and Stripes (англ.). Encyclopædia Britannica. Дата обращения: 15 сентября 2020.
- Военная пресса США // zvo.su : газета. — 1977. — Октябрь. — Дата обращения: 15.09.2020.
- Cindy Elmore. STARS AND STRIPES, A unique American newspaper’s historicalstruggle against military interference andcontrol (англ.) // Media History. — 2010. — No. 3. — P. 301-317. — ISSN 1368-880. — doi:10.1080/13688804.2010.483092.